# Hans von Bodenhausen-Degener

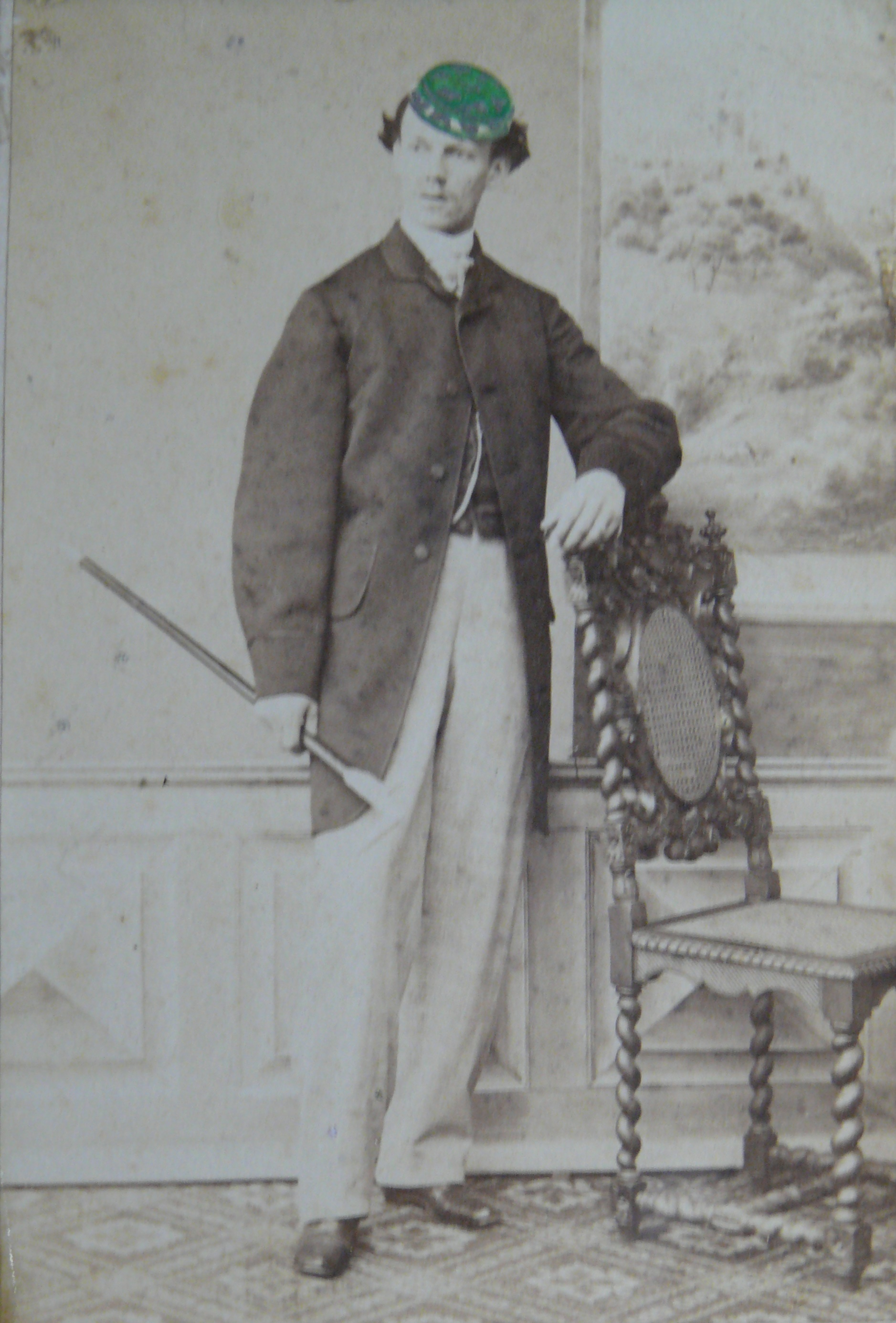
Hans Frhr. v. Bodenhausen

Freiherr Hans von Bodenhausen (* 5. Juli 1839 in Rüben bei Leipzig; † 12. Juni 1912 in Meineweh, Kreis Weißenfels) war ein deutscher Rittergutsbesitzer.

## Leben
Hans v. Bodenhausen studierte Rechtswissenschaft zunächst an der Ruprecht-Karls-Universität Heidelberg. 1860 wurde er im Corps Guestphalia Heidelberg aktiv. 1861 wechselte er an die Georg-August-Universität Göttingen, wo er sich auch dem Corps Saxonia Göttingen anschloss. Im selben Jahr, nachdem er das Studium mit dem Referendarexamen abgeschlossen hatte, trat er die Verwaltung der Güter Meineweh, Hollsteitz und Thierbach mit insgesamt etwa 800 Hektar Land, die er von seinem Vater geerbt hatte, sowie des Fideikommisses Degenershausen mit 1000 Hektar Land an. Er lebte auf Meineweh.
Von etwa 1895 bis zu seinem Tod 1912 saß v. Bodenhausen im Preußischen Herrenhaus.